# Сахара (фильм, 1983)
«Сахара» (англ. Sahara) — приключенческий фильм 1983 года. Картина была снята режиссёром Эндрю В. МакЛагленом на независимой киностудии The Cannon Group, с Брук Шилдс, Ламбером Вильсоном, Хорстом Буххольц, Джоном Риз-Дэвисом и Джоном Миллсом в главных ролях.

## Сюжет
Действие происходит в 1927 году. После смерти своего отца Дейл решает выступать в гонках по Сахаре вместо него. Для этого ей приходится переодеться в мужчину, поскольку женщинам участвовать в таких гонках запрещено.
Во время гонки, Дейл решает съехать с трассы ради сокращения маршрута и неожиданно попадает в плен к бедуинам. Девушка становится пленницей вожака бедуинов Расула, однако вскоре её спасает племянник Расула — шейх Джафар.
Постепенно между Дейл и Джафаром возникает симпатия. Они женятся и проводят вместе ночь. Дейл понимает, что любит шейха, но мысли о гонке не дают ей покоя.
На следующее утро девушка сбегает, чтобы завершить соревнование. Но вскоре она попадает в плен к другому племени, члены которого сбрасывают Дейл в яму к леопардам. Однако вовремя прибывший на помощь Джафар успевает спасти возлюбленную. Он позволяет девушке уйти.
В итоге Дейл выигрывает гонку, а затем возвращается в пустыню к Джафару.

## В ролях
- Брук Шилдс — Дейл
- Ламбер Вильсон — Джафар
- Хорст Буххольц — фон Глессинг
- Джон Рис-Дэвис — Расул
- Роналд Лэйси — Бек
- Клифф Поттс — Стринг
- Перри Лэнг — Энди
- Джон Миллс — Кембридж
- Стив Форрест — Гордон
- Терренс Хардиман — капитан Брауни

## Награды
В 1985 году, фильм выиграл Золотую малину в категории «Худшая мужская роль второго плана» (Брук Шилдс (с усами)) и был номинирован на эту анти-премию за «Худшую женскую роль» (Брук Шилдс).